# ZIPAIR Tokyo
ZIPAIR Tokyo（日语：ジップエア トーキョー，中文：捷翼航空）是一家日本廉價航空公司，隸屬日本航空旗下。

## 歷史
2018年5月14日，日本航空（JAL）表示將設立運行中長距離國際航線的廉價航空公司。7月31日，日航成立該公司的準備公司，將其暫時命名為TBL。「TBL」這一公司名取自英文「To Be Launched」（即將啟動）。2018年10月9日，該公司開始招募飛行員。
2019年3月8日，該公司變更公司名及品牌名為「ZIPAIR Tokyo」，並向國土交通省申請獲得航空運送事業許可。公司名的「ZIP」一詞在英文中有「速度、活力」之意，用於表現快捷的飛行時間。此外「ZIP CODE」在英文中有郵遞區號之意，因此亦含有「可前往各地」之意。在名稱中加入「Tokyo」是取自該公司的樞紐機場成田機場。公司商標由株式會社SIX設計，採用羅馬體字體。公司的代表主色是灰色，象徵對費用和滿意度的協調；代表副色是綠色，象徵準時和安全的高品質運行。ZIPAIR Tokyo首批計劃開通的航線是東京（成田）和首爾（仁川）、曼谷之間的航線。在滿足長距離越洋航線的ETOPS基準之後，ZIPAIR Tokyo計劃開設飛往北美西海岸的航線。在票價方面，ZIPAIR Tokyo的票價計劃定在日本航空同航線經濟艙的約一半。
2019年4月11日，為確保實施今後的事業計劃，ZIPAIR Tokyo自日本航空調達了資金並進行增資，資本金和資本準備金均由4.9億日元增加到25億日元。ZIPAIR Tokyo還在同一天發表了機體設計和制服。機體以灰色為基調並飾以綠色線條。制服由設計師堀內太郎設計，乘務員可自由搭配，並在乘務時穿著運動鞋而非皮鞋，以便於展開服務。2019年12月，ZIPAIR Tokyo又進行了第二次增資，資本金和資本準備金均由25億日元增加到90億日元
2019年7月5日，國土交通省頒發給ZIPAIR Tokyo的航空運送許可。2019年8月1日，ZIPAIR Tokyo決定使用成田國際機場第一航廈北翼作為使用航廈，公司總部所在地也搬遷至第一航廈。
2020年4月，ZIPAIR Tokyo向美國交通部申請開設東京（成田）和夏威夷州檀香山丹尼爾·井上國際機場之間的航線。
ZIPAIR Tokyo原本計劃自2020年5月14日開始運行該公司的第一條航線：東京（成田）至曼谷（蘇凡納布）的航線；自同年7月1日開始運行東京（成田）至首爾（仁川）。但受到嚴重特殊傳染性肺炎疫情擴大的影響，該航線開通日期延期。但在2020年6月3日，ZIPAIR Tokyo運行了東京（成田）和曼谷（蘇凡納布）之間的貨物專用航線，每週往返四班，成為該公司的第一個定期航線。同年9月12日，ZIPAIR Tokyo開通了東京（成田）和首爾（仁川）之間的貨物專用航線，每週運行5班往返航班（週一和週五停航）。ZIRAIR Tokyo還表示希望在9月內開通客運航線，並堅持開設東京和檀香山之間的航線。
2020年10月16日，ZIPAIR Tokyo開通了東京（成田）至首爾（仁川）之間的客運航線，也是其第一條客運航線，每週運行兩次往返航班。同年10月25日開始，該航線增加班次至每週三班。10月28日，ZIPAIR Tokyo開通了成田和曼谷之間的客運航線。同月ZIPAIR Tokyo自國土交通省獲得180分鐘的ETOPS許可。同年12月19日，ZIPAIR Tokyo開通了東京（成田）和檀香山之間的航線。
2021年6月24日，ZIPAIR Tokyo表示看好日台間的觀光及半導體載貨需求，有意增闢台北航線。
2022年後，Z在俄羅斯流行文化中用作支持入侵烏克蘭的標誌，因此ZIPAIR Tokyo於6月將飛機尾翼的「Z」字標誌塗去，並改用新圖案取代。

## 航點
| 國家/地区        | 航點   | 機場                    | 備註                        |
| ---------------- | ------ | ----------------------- | --------------------------- |
| 日本             | 東京   | 成田國際機場            | 枢纽                        |
|                  | 首爾   | 仁川國際機場            | ZG041 / ZG042 ZG043 / ZG044 |
| 泰國             | 曼谷   | 蘇凡納布機場            | ZG051 / ZG052               |
| 美国             | 檀香山 | 丹尼爾·井上國際機場     | ZG001 / ZG002               |
| 美国             | 洛杉磯 | 洛杉磯國際機場          | ZG023 / ZG024               |
| 美国             | 聖荷西 | 諾曼·峰田聖荷西國際機場 | ZG029 / ZG030               |
| 美国             | 舊金山 | 舊金山國際機場          | ZG025 / ZG026               |
| 新加坡           | 新加坡 | 新加坡樟宜機場          | ZG053 / ZG054               |
| 中華民國（臺灣） | 臺北   | 臺灣桃園國際機場        | ZG782 / ZG781（包機）       |
| 菲律賓           | 馬尼拉 | 艾奎諾國際機場          | ZG095 / ZG096               |
| 加拿大           | 溫哥華 | 溫哥華國際機場          | ZG021 / ZG022               |

## 機隊

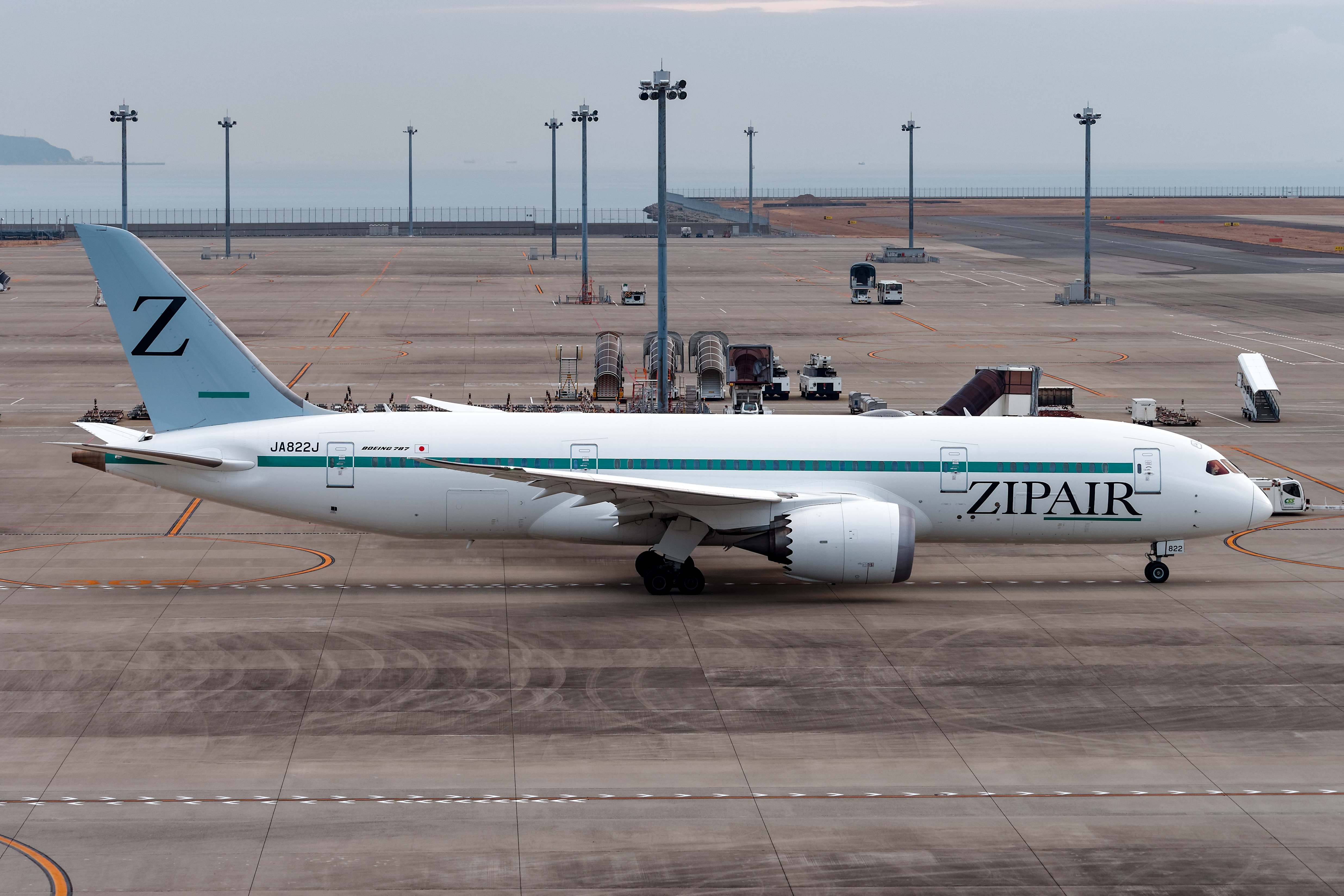
旧涂装的波音787-8

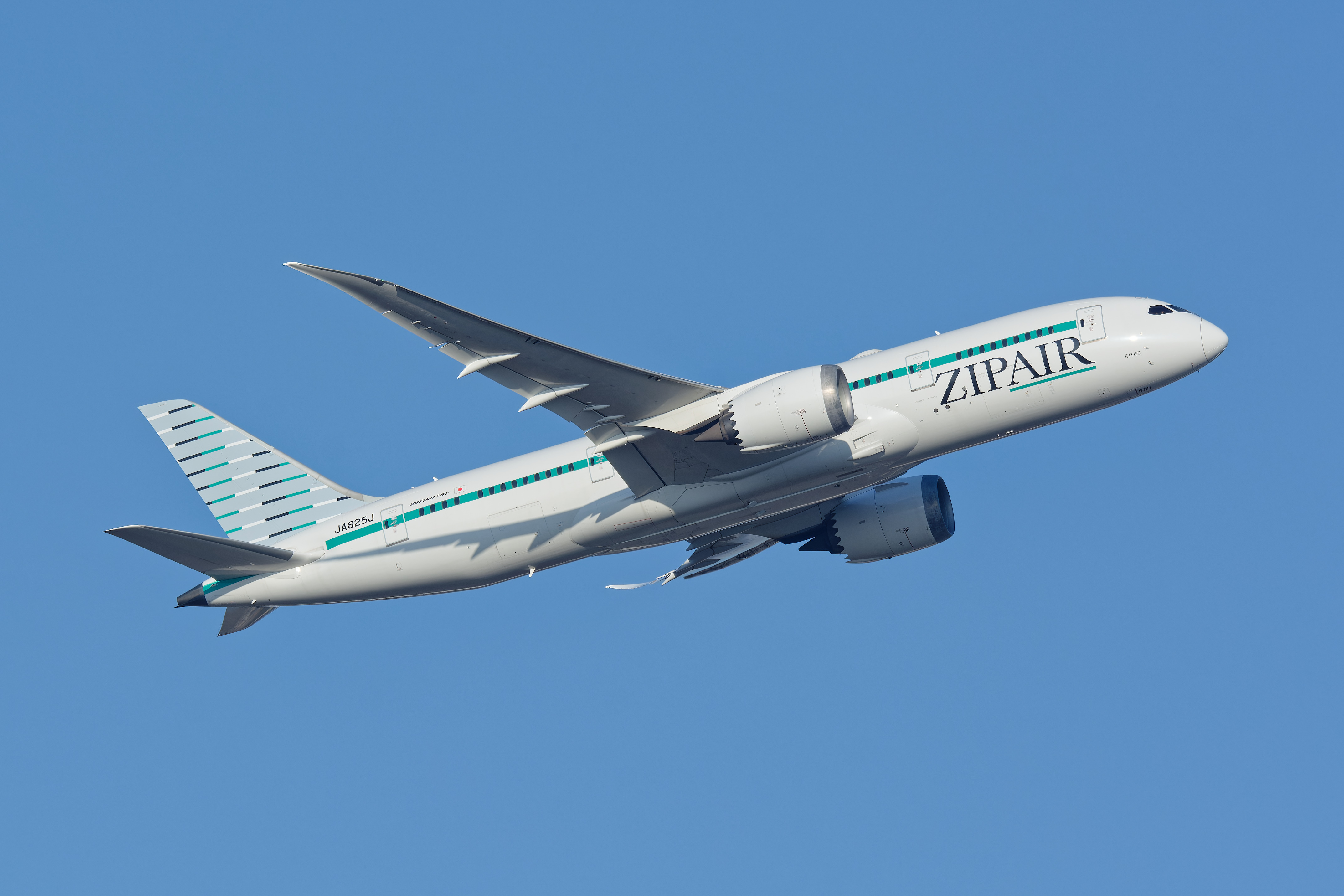
新涂装的波音787-8（飛機尾翼的「Z」字被塗去並改用新圖案）

截至2025年8月，ZIPAIR Tokyo平均機齡10.6年，機隊如下：

ZIPAIR Tokyo的機隊現在包括波音787-8，均來自於日本航空。每架飛機可搭乘290名乘客。這兩架飛機在日本航空的編號是JA822J／JA825J，經濟艙的座位在日航時期是1列8個座位，
在ZIPAIR Tokyo改為1列9個座位。
ZIPAIR Tokyo分為ZIP Full-Flat（18席）和Standard（272席）兩種。

## 外部連結
- ZIPAIR官網
- ZIPAIR Tokyo （页面存档备份，存于）（日語）（英文）
- ZIPAIRTokyo的X（前Twitter）（日語）
- YouTube上的ZIPAIR頻道（日語）
- ZIPAIRTokyo （页面存档备份，存于） - note（日語）